# Протівін (Айова)
Протівін (англ. Protivin) — місто (англ. city) в США, в округах Чикасо і Говард штату Айова. Населення — 269 осіб (2020).

## Географія
Протівін розташований за координатами 43°12′59″ пн. ш. 92°5′21″ зх. д. / 43.21639° пн. ш. 92.08917° зх. д. (43.216428, -92.089145).  За даними Бюро перепису населення США в 2010 році місто мало площу 1,25 км², уся площа — суходіл.

## Демографія
Згідно з переписом 2010 року, у місті мешкали 283 особи в 143 домогосподарствах у складі 79 родин. Густота населення становила 226 осіб/км².  Було 167 помешкань (133/км²).
Расовий склад населення:
| - 99,3 % — білих - 0,4 % — азіатів |

До двох чи більше рас належало 0,0 %. Частка іспаномовних становила 0,7 % від усіх жителів.
За віковим діапазоном населення розподілялося таким чином: 18,0 % — особи молодші 18 років, 58,0 % — особи у віці 18—64 років, 24,0 % — особи у віці 65 років та старші. Медіана віку мешканця становила 48,6 року. На 100 осіб жіночої статі у місті припадало 95,2 чоловіків;  на 100 жінок у віці від 18 років та старших — 85,6 чоловіків також старших 18 років.
Середній дохід на одне домашнє господарство  становив 50 899 доларів США (медіана — 40 000), а середній дохід на одну сім'ю — 67 533 долари (медіана — 54 375). Медіана доходів становила 40 972 долари для чоловіків та 31 250 доларів для жінок. За межею бідності перебувало 5,4 % осіб, у тому числі 0,0 % дітей у віці до 18 років та 13,9 % осіб у віці 65 років та старших.
Цивільне працевлаштоване населення становило 122 особи. Основні галузі зайнятості: виробництво — 23,0 %, освіта, охорона здоров'я та соціальна допомога — 20,5 %, роздрібна торгівля — 18,9 %.